# Chaetocrepis
Chaetocrepis is een geslacht van kevers uit de familie van de loopkevers (Carabidae). De wetenschappelijke naam van het geslacht is voor het eerst geldig gepubliceerd in 1856 door Chaudoir.

## Soorten
Het geslacht Chaetocrepis is monotypisch en omvat slechts de volgende soort:
- Chaetocrepis besckii Chaudoir, 1857